# Švarnas
Švarnas (lituà) o Xvarn (rus: Шварн) fou Gran Duc de Lituània de 1265 a 1269.
Príncep de Galítsia, fill i successor del príncep Daniel de Galítsia en el Principat de Galítsia-Volínia. S'havia casat el 1255 amb una filla de Mindaugas. Tractà d'imposar-se com a Gran Duc de Lituània des de 1265 fins a la seva mort en 1269.